# Всеукраинский центральный исполнительный комитет
Всеукраинский центральный исполнительный комитет (ВУЦИК, укр. Всеукраїнський центральний виконавчий комітет) — высший законодательный, распорядительный, исполнительный и контролирующий орган государственной власти УССР в период между Всеукраинскими съездами советов рабочих, крестьянских и красноармейских депутатов. Действовал с 1917 по 1938 год.
Впервые комитет был избран 1-м Всеукраинским съездом советов 25 декабря 1917 года под названием Центральный исполнительный комитет (ЦИК) Советской Украины. В дальнейшем именовался ВУЦИК Советов (1919), ВУЦИК (1920—1935), ЦИК УССР (1935—1938). Руководителями этого органа в разные годы были Е. Г. Медведев, В. П. Затонский и Г. И. Петровский. По Конституциям УССР 1918 и 1929 годов ВУЦИК избирался Всеукраинским съездом советов и был ответственен перед ним. Количество членов и кандидатов в члены ВУЦИК определялось Всеукраинским съездом советов. Так:
- на 1-м Всеукраинском съезде советов в ВУЦИК был избран 41 член[1];
- на 3-м — 89 членов и 22 кандидата в члены;
- на 5-м — 155 членов и 55 кандидатов в члены;
- на 8-м — 251 член и 82 кандидата в члены;
- на 9-м — 315 членов и 110 кандидатов в члены.

ВУЦИК осуществлял общее руководство государством, хозяйственным и культурным строительством. Он имел право останавливать действие, отменять и изменять акты всех нижестоящих органов власти и управления. ВУЦИК избирал Президиум ВУЦИК и образовывал Совет народных комиссаров УССР. Работа ВУЦИК контролировалась и направлялась КП(б)У.
Формой деятельности ВУЦИК'a были сессии. В период между ними функции высшего органа государственной власти на Украине выполнял Президиум ВУЦИК. Сессии ВУЦИК созывались Президиумом: очередные — не реже 3 раз в год; чрезвычайные — по инициативе Президиума ВУЦИК или по представлению Совнаркома УССР или по требованию не менее трети членов ВУЦИК. Вопрос на рассмотрение ВУЦИК могли вносить его Президиум, Совнарком, а также отдельные члены ВУЦИК.
ВУЦИК прекратил свою деятельность в 1938 году в связи с избранием на основании Конституции УССР 1937 года нового высшего органа государственной власти в республике — Верховного Совета УССР.

## Комитеты
- Краевой военно-революционный комитет по борьбе с контрреволюцией — образован 18 (31) декабря 1917 года с целью дальнейшей организации Красной гвардии для операций в общеукраинском масштабе;
- Чрезвычайный комитет — образован 22 февраля 1918 года с целью «руководства всеми мероприятиями по обороне революции от западных империалистов»;
- Центральный комитет национальных меньшинств — образован в апреле 1924 года с целью реализации государственной политики в отношении экономического и культурного развития национальных меньшинств на территории Украины. Действовал в 1920—1930-е годы.